# 柿木園悟
柿木園 悟（かきぞの さとる、1957年5月29日 - ）は、鹿児島県出身のプロ野球審判員である。入局した1981年からセ・パ審判統合された前年の2010年まではパシフィック・リーグ関西審判部に所属し、1997年及び2003年には審判員奨励賞を受賞した。

## 経歴
西宮高校、神戸大学を経て1981年にパシフィック・リーグ審判部入部。袖番号は12。
パ・リーグ審判員としての初出場は1983年4月21日、南海ホークス対日本ハムファイターズ2回戦（大阪スタヂアム）で左翼外審。1993年にはジム・エバンス審判学校に研修留学している。2009年4月18日の千葉ロッテマリーンズ対福岡ソフトバンクホークス戦（千葉マリンスタジアム）にて通算2000試合出場を達成、2015年8月5日の福岡ソフトバンク対北海道日本ハム14回戦（福岡ヤフオクドーム）にて球審を務め、史上40人目となる通算2500試合出場を達成。
オールスターゲームに4回（1991年、1994年、1997年、2012年。うち1997年の第2戦で球審）、日本シリーズには2回（2003年第3戦で球審、2012年）出場している。また、2004年から3年連続でパ・リーグプレーオフ第2ステージに出場し、2007年のパ・リーグクライマックスシリーズ第2ステージにも出場している。2015年10月3日、オリックス対福岡ソフトバンク25回戦（京セラドーム大阪）での二塁塁審を最後に、2015年シーズン終了をもって定年により審判員を引退した。
2017年よりプロ野球独立リーグ（ベースボール・ファースト・リーグ）審判部のアドバイザーに就任した。
ヤングリーグ審判も務めている。

## 審判出場記録
- 初出場：1983年4月21日、南海ホークス対日本ハムファイターズ2回戦（大阪スタヂアム）、左翼外審。
- 出場試合数：2516試合（パ・リーグ2202、セ・リーグ111、交流戦159、日本シリーズ9、オールスター7、クライマックスシリーズ28）
- オールスター出場：4回（1991年、1994年、1997年、2012年）
- 日本シリーズ出場：2回（2003年、2012年）

（記録は2015年シーズン終了現在）